# Шевченково-Кут
Шевченково-Кут (укр. Шевченкове-Кут) — село, относится к Лиманскому району Одесской области Украины.
Население по переписи 2001 года составляло 114 человек. Почтовый индекс — 67502. Телефонный код — 4855. Занимает площадь 0,64 км². Код КОАТУУ — 5122755104.

## Местный совет
67500, Одесская обл., Лиманский р-н, пгт Доброслав, ул. Киевская, 77